# LGBT in Argentinien

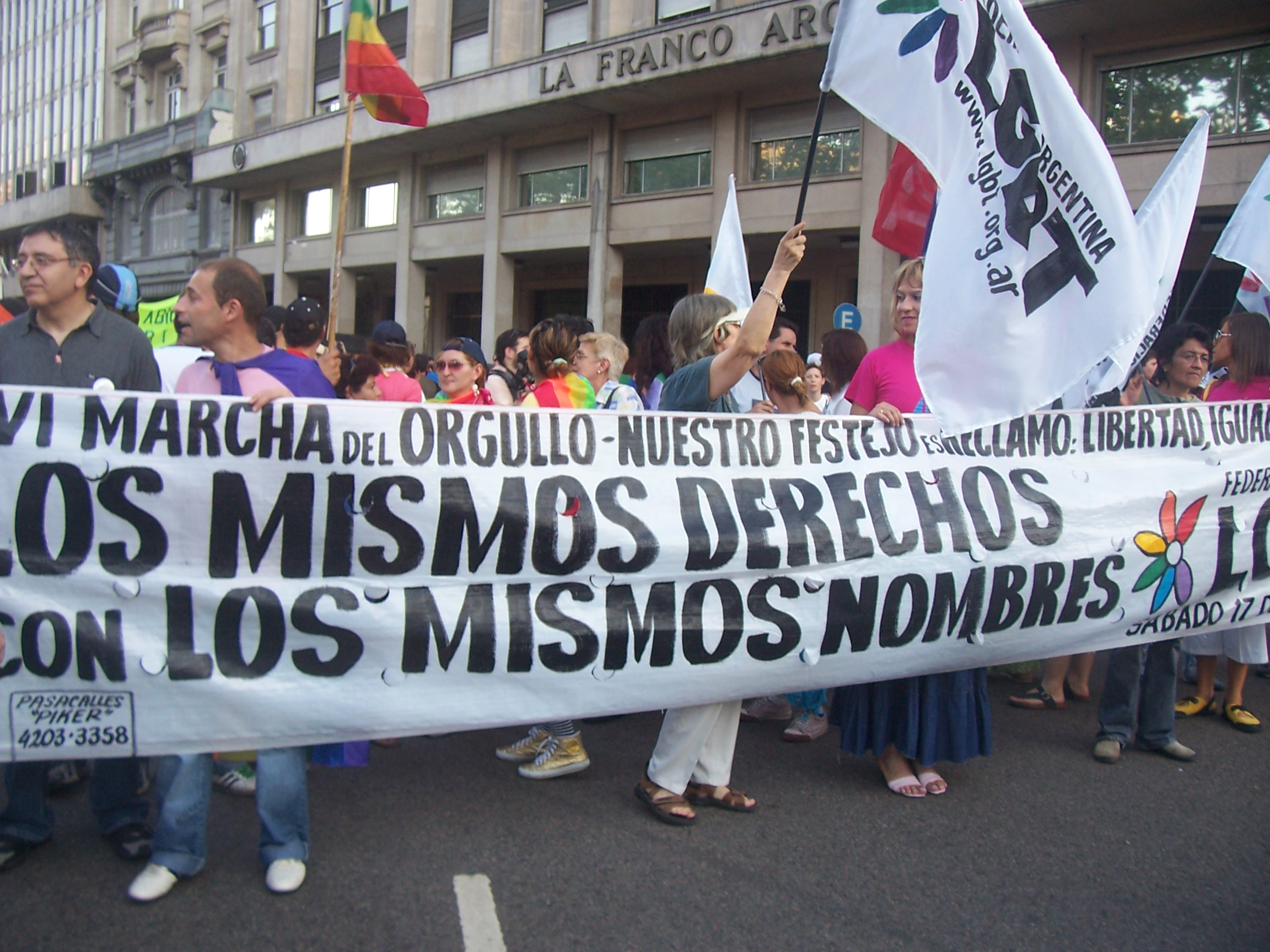
LGBT-Pride-Parade in Buenos Aires (2007)

Geografische Lage von Argentinien

Unter LGBT in Argentinien versteht sich die Lebenssituation und rechtliche Stellung von Personen in Argentinien, die von der Heteronormativität abweichen (so genannte queere Menschen). Das betrifft schwule, lesbische, bisexuelle, transgeschlechtliche und intergeschlechtliche Personen (LGBT).

## Antidiskriminierungsgesetze
Das 2006 verabschiedete Decreto 214 untersagt die Diskriminierung am Arbeitsplatz aufgrund der sexuellen Orientierung. Darüber hinaus regelt das Decreto 721/2020 (Jahr 2020) ein Diskriminierungsverbot zum Schutz von Trans-Personen (wörtlich: Transvestiten, Transsexuelle und Transgender) sowie eine Beschäftigungsquote von mindestens 1 % für diese Personengruppe im Bereich des öffentlichen Dienstes.

## Homosexualität in Argentinien
Homosexualität ist in Argentinien gesellschaftlich weitgehend akzeptiert, homosexuelle Handlungen sind in Argentinien legal; das Schutzalter liegt einheitlich bei 13 Jahren. In der Hauptstadt Buenos Aires gibt es eine größere LGBT-Gemeinschaft.
Bis in die 1980er Jahre wurden homosexuelle Menschen in Argentinien unterdrückt und waren Schikanen der Polizei ausgesetzt. Insbesondere zur Zeit der Militärdiktatur von 1976 bis 1983 herrschte im ganzen Land ein Unterdrückungssystem des Militärs, das auch homosexuelle Menschen massiv verletzte. Seit dem Ende der Diktatur in Argentinien und der Demokratisierung des Landes verbesserte sich die Situation für homosexuelle Menschen stetig. Transsexuelle Menschen blieben hingegen weiterhin häufig Opfer von Diskriminierungen und Gewalt.
Seit 2003 konnten gleichgeschlechtliche Paare eine eingetragene Partnerschaft in der Autonomen Stadt Buenos Aires, in der Provinz Río Negro und in den Städten Villa Carlos Paz und Río Cuarto in der Provinz Córdoba eingehen. Diese Partnerschaften erhielten weitgehend die gleichen Rechte wie eine Ehe. Eine gemeinschaftliche Adoption hingegen war nicht möglich. Landesweit wurden in einem Erlass ab Ende 2008 gleichgeschlechtliche Paare, die mindestens 5 Jahre zusammengelebt haben, in der Rentenversicherung anerkannt.
Ende Dezember 2009 heiratete das erste homosexuelle Paar in Ushuaia. Das Paar ging als erstes Paar in Südamerika die gleichgeschlechtliche Ehe ein.
Am 5. Mai 2010 befürwortete das argentinische Parlament die landesweite Einführung der gleichgeschlechtlichen Ehe. Das Gesetz zur Eheöffnung wurde ebenso im argentinischen Senat  von den Senatoren mehrheitlich angenommen. Präsidentin Cristina Fernández de Kirchner unterzeichnete das Gesetz am 21. Juli 2010.

## Rechtliche Anerkennung einer dritten Geschlechtsoption
Seit 2012 ist das Gesetz zur Geschlechtsidentität in Kraft, das eine Änderung des Geschlechtseintrags ohne psychiatrische Begutachtung oder geschlechtsangleichende Operation erlaubt.
Im Juli 2021 führte Argentinien als erstes Land in Lateinamerika eine Kennzeichnung für nichtbinäre Menschen in Ausweisdokumenten  ein: Personalausweise und Reisepässe können als Geschlecht ein „X“ enthalten. Offizielle Dokumente wie Ausweise und Steuerformulare hatten eine dritte Option bis dahin nicht vorgesehen. Präsident Alberto Fernández erklärte zu seinem Dekret: „Es gibt andere Identitäten als Mann und Frau, die respektiert werden müssen […] Wir hoffen jedoch, dass die Angabe Mann oder Frau oder was auch immer in Zukunft in keinem Ausweis mehr verlangt wird“.
In Lateinamerika erkannte auch Kolumbien seit März 2022 eine dritte Geschlechtsoption an (X), Chile seit Anfang 2019 und Uruguay seit Ende 2018 (siehe Staaten mit Anerkennung einer dritten Geschlechtsoption).